# Vlag van de Republiek Hatay

Vlag van de Republiek Hatay

De vlag van de Republiek Hatay, een staat die bestond tussen 2 september 1938 en 29 juni 1939, is gebaseerd op de vlag van Turkije. Het enige verschil is dat de Turkse vlag één witte ster heeft, terwijl de vlag van de Republiek Hatay een witte ster met daarin een rode ster toont. De Republiek Hatay, in feite een vazalstaat van Turkije, toonde hiermee de band met Turkije.
Beiyangregering · Republiek Hatay · Koerdistan · Mantsjoekwo · Mengjiang · Nationalistische regering · Nederlands-Nieuw-Guinea · Oost-Turkestan · Ottomaanse Rijk · Qing-dynastie · Sikkim · Tibet · Toeva · Republiek der Zuid-Molukken